# Bataille d'El Veladero
Guerre d'indépendance du Mexique
La Bataille d'El Veladero est une action militaire de la guerre d'indépendance du Mexique qui eut lieu le 30 avril 1811 dans le Cerro del Veladero, dans la ville actuelle d'Acapulco, État de Guerrero. Les insurgés, dirigés par le général José María Morelos y vainquirent les forces royalistes du lieutenant-colonel Juan Antonio Fuentes.

## Contexte
Quand il entendit la nouvelle de l'insurrection lancée par Miguel Hidalgo, José María Morelos, alors prêtre dans la ville de Carácuaro (es), dans l'État du Michoacán, décida de se joindre à lui lors d'une rencontre qui se tint à Indaparapeo. Hidalgo le nomma lieutenant et lui commanda d'être opérationnel dans le sud où se trouve le port d'Acapulco qui était une place très importante. À son retour à Carácuaro, Morelos forma sa propre armée et s'introduisit dans l'État de Guerrero pour commencer sa première campagne militaire d'octobre 1810 à août 1811.

## La bataille
Afin de prendre Acapulco, Morelos comprit qu'il était indispensable de s'emparer de la colline de Veladero car les collines entouraient le port. Morelos envoya 700 hommes commandés par le capitaine Rafael Valdovinos pour prendre la colline mais il fut rapidement évincé par les forces royalistes qui, à leur tour, perdirent la position. C'est dans ce contexte que les frères Bravo et Vicente Guerrero arrivèrent avec leurs forces pour soutenir les insurgés. Des escarmouches entre les deux camps en place sur la colline de Veladeo se poursuivirent jusqu'en novembre 1810. Le 30 avril 1811, Morelos, à la tête des forces stationnées sur la colline, défit les troupes royalistes commandées par le lieutenant-colonel Antonio Fuentes Juan.